# Comuna de Kaliska
Kaliska (polaco: Gmina Kaliska) é uma gminy (comuna) na Polónia, na voivodia de Pomerânia e no condado de Starogardzki. A sede do condado é a cidade de Kaliska.
De acordo com os censos de 2004, a comuna tem 5089 habitantes, com uma densidade 46,1 hab/km².

## Área
Estende-se por uma área de 110,36 km², incluindo:
- área agricola: 22%
- área florestal: 70%

## Demografia
Dados de 30 de Junho 2004:
|                      | Total   | Total | Mulheres | Mulheres | Homens  | Homens |
| -------------------- | ------- | ----- | -------- | -------- | ------- | ------ |
|                      | pessoas | %     | pessoas  | %        | pessoas | %      |
| População            | 5089    | 100   | 2591     | 50,9     | 2498    | 49,1   |
| Densidade (pop./km²) | 46,1    | 100   | 23,5     | 23,5     | 22,6    | 22,6   |

De acordo com dados de 2005, o rendimento médio per capita ascendia a 2171,06 zł.